# Anton Klodič
Anton Klodič vitez Sabladoski, slovenski pesnik in klasični filolog, * 10. november 1836, Hlodič, Videmska pokrajina, † 15. februar 1914, Trst.

## Življenjepis
Rodil se je v Hlodiču pri Grmeku v družini kmetovalca in gostilničarja Valentina in Ane Klodič rojene Sabladoski. Klodič je študiral teologijo v Gorici, a je pred posvečenjem izstopil iz bogoslovja in klasično filologijo na Dunaju. Po končanem študiju je poučeval na gimnazijah v Splitu, Trstu in Gorici. 
Od leta 1869 do 1902 je bil šolski nadzornik najprej za Gorico, kasneje za Istro, Štajersko in nazadnje za Primorsko ter si pridobil veliko zaslug za razvoj slovenskega šolstva. Pisal je pripovedne pesmi, jezikovne spise in podpiral narodni napredek

## Literarno delo
Spesnil je klasično komedijo v treh dejanjih Novi svet (1868), ki je bila kasneje predelana in dobila nov naslov Materin blagoslov in romantični ep Livško jezero (1912). Od leta 1887 do 1896 je po avtorjevi smrti izdal tri zvezke zbranih del svojega svaka pesnika Josipa Pagliaruzzija.

## Strokovno delo
Klodič je objavil strokovno razpravo o narečjih z naslovom O narečjih Venecijanskih Slovencev (Sankt Peterburg, 1878), grško slovnico v italijanščini ter dve latinski študiji o Horacu.